# Station Villepinte
Villepinte is een station gelegen in de Franse gemeente Villepinte en departement van Seine-Saint-Denis

## Het station
Langs Villepinte rijdt RER B en voor Carte Orange gebruikers ligt het station in zone 4. Het station is eigendom van SNCF.

## Vorig en volgend station
| Richting                                | Vorig station     | Lijn  | Volgend station      | Richting                            |
| --------------------------------------- | ----------------- | ----- | -------------------- | ----------------------------------- |
| Robinson B2 Saint-Rémy-lès-Chevreuse B4 | Sevran-Beaudottes | RER B | Parc des Expositions | Aéroport Charles de Gaulle 2 TGV B3 |

## Trivia
Villepinte was ook een beoogd station aan de lijn Aulnay-sous-Bois - Verberie, waarvan de bouw startte in 1913 maar na de Eerste Wereldoorlog nooit is voltooid. 